# Тобіаш Фігейреду
Тобіаш Фігейреду (порт. Tobias Figueiredo, нар. 2 лютого 1994, Сатан) — португальський футболіст, захисник англійського клубу «Галл Сіті».

## Клубна кар'єра
Народився 2 лютого 1994 року в місті Сатан. Розпочав займатись футболом в команді «Пенальва», з якої 2006 року перейшов в академію «Спортінг». З 2012 року став залучатись до матчів дубля, в якому провів півтора сезони, взявши участь у 25 матчах Сегунди.
На початку 2014 року для отримання ігрової практики Тобіаш на правах оренди перейшов в іспанський «Реус Депортіу». 2 лютого в матчі проти «Сант-Андреу» він дебютував в Сегунді Б. 23 березня в поєдинку проти «Олота Фігейреду» забив свій перший гол за команду. Всього зіграв у чемпіонаті в 13 матчах і по закінченні сезону повернувся в «Спортінг», де до кінця року знову грав за дубль. 
18 січня 2015 року в матчі проти «Ріу Аве» Тобіаш дебютував за першу команду у Сангріш-лізі. 1 лютого в поєдинку
проти «Ароки» він забив свій перший гол за «львів». У тому ж році Фігейреду завоював Кубок і Суперкубок Португалії разом зі «Спортінгом». Проте у наступному сезоні з приходом на тренерський місток Жорже Жезуша знову втратив місце у першій команді і здебільшого грав за дубль.
Влітку 2016 року він на правах оренди перейшов в «Насьонал».

## Виступи за збірні
2009 року дебютував у складі юнацької збірної Португалії. У її складі був учасником юнацького (U-17) Євро-2010 та юнацького (U-19) Євро-2012 і взяв участь у 40 іграх на юнацькому рівні, відзначившись 5 забитими голами.
З 2013 року залучався до складу молодіжної збірної Португалії, разом з якою був фіналістом молодіжного чемпіонату Європи 2015 року, що дозволило португальцям кваліфікуватись на футбольний турнір Олімпійських ігор. Загалом на молодіжному рівні зіграв у 17 офіційних матчах, забив 1 гол.
2016 року захищав кольори олімпійської збірної Португалії на Олімпійських іграх 2016 року у Ріо-де-Жанейро.

## Досягнення
- Володар Кубка Португалії (1):

«Спортінг»: 2014/15
- Володар Суперкубка Португалії (1):

«Спортінг»: 2015